# علیرضا جدیدی

علیرضا جدیدی زادهٔ ۱۳۶۷ بازیکن والیبال اهل ایران عضو تیم ملی والیبال ایران و تیم متین ورامین است. وی در مسابقات والیبال قهرمانی زیر ۱۹ سال پسران جهان در سال ۲۰۰۷ در مکزیک به همراه تیم ملی والیبال نوجوانان ایران به مقام قهرمانی جهان رسید و نخستین مدال طلای ورزش ایران در رشته‌های تیمی در دنیا را کسب کرد. جدیدی از ستارگان تیم ملی نوجوانان ایران در مسابقات والیبال نوجوانان جهان بود و به عنوان بهترین دفاع رقابت‌ها انتخاب شد. جدیدی سابقه حضور در داماش گیلان، باریج اسانس کاشان و کاله مازندران را دارد و در حال حاضر عضو تیم متین ورامین است.

## افتخارات
- بهترین دفاع والیبال نوجوانان جهان در مکزیک ۲۰۰۷
- بهترین مدافع جام کنفدراسیون آسیا ۲۰۱۲
- بهترین مدافع لیگ برتر ۲۰۱۳
- سومین دفاع باشگاه های مردان جهان در برزیل ۲۰۱۳